# لغو
في الإسلام، اللغو يطلق على الكلام الذي لا فائدة فيه ولم يبلغ درجة المعصية، ويطلق على الباطل كله، فيدخل فيه الشرك والمعاصي جميعا. وقد نهى الشرع وأمر بتركه. ﴿قَدْ أَفْلَحَ الْمُؤْمِنُونَ ۝١ الَّذِينَ هُمْ فِي صَلَاتِهِمْ خَاشِعُونَ ۝٢ وَالَّذِينَ هُمْ عَنِ اللَّغْوِ مُعْرِضُونَ ۝٣﴾ [المؤمنون:1–3]. وفي الحديث عن رسول الله: «ما من قوم يقومون من مجلس لا يذكرون الله فيه إلا قاموا عن مثل جيفة حمار، وكان لهم حسرة».

## تعريف
اللغو لغة: أن يأتي الإنسان بما لا يحتاج إليه في الكلام، أو بما لا خير فيه، وهو الساقط الذي لا يُعتد به. أما اللغو في كلام العرب: كل كلام كان مذموماً، وفعلٍ لا معنى له مهجوراً، فيكون اللغو كالقائل: والله ما فعلت كذا وقد فعل، ولقد فعلت كذا وما فعل، على سبيل سبق لسانه، والقائل: والله إن هذا لفلان وهو يراه كما قال، أو والله ما هذا فلان وهو يراه ليس به، والقائل: لا يفعل كذا والله، وكان ذلك منه على سبيل من عجلة الكلام، وسبق اللسان، على غير تعمد حلف على باطل، فما جاء على هذا الوصف من الكلام فهو اللغو.

## لغو اليمين
يذكر الفقهاء أن اليمين التي يحلفها الإنسان تنقسم إلى أنواع ثلاثة: يمين اللغو، واليمين المنعقدة، واليمين الغموس. اختلف العلماء في المراد باللغو في اليمين، وحاصل أقوالهم تنحصر في مذهبين:
- الأول: أن اللغو في اليمين هو: ما يجري على اللسان مجرى التأكيد أو التنبيه، من غير اعتقاد لليمين، ولا إرادة لها، كقول الرجل: لا والله، وبلى والله، وقول القائل: والله لقد سمعت من فلان كلاماً عجباً، وغير هذا ليس بلغو. قال المروزي: «هذا معنى لغو اليمين الذي اتفق عليه عامة العلماء».
- الثاني: أن اللغو في اليمين هو: أن يحلف الإنسان على أمر يظنه كما يعتقد، فيكون الأمر بخلافه. وقد روي عن أبي هريرة في معنى اللغو قوله: هو أن يحلف الرجل على الشيء، لا يظن إلا أنه أتاه، فإذا ليس هو ما ظنه. وهذا التأويل لمعنى اللغو منقول عن ابن عباس وأبو حنيفة النعمان ومالك بن أنس.

ويترتب على الخلاف بين المذهبين، أن أصحاب المذهب الأول وهم الجمهور لا يوجبون الكفارة فيما يجري على اللسان من غير قصد، ويوجبونها في اليمين التي يحلفها صاحبها على ظن، فيتبين خلافه، أما أصحاب المذهب الثاني فلا يوجبون الكفارة فيما جرى مجرى الظن، ثم تبين الأمر خلافه، ويوجبونها فيما يجري على اللسان من غير قصد. وكفارة يمين وهي: إطعام عشرة مساكين أو كسوتهم أو عتق رقبة أو صيام ثلاثة أيام إن لم يجد.